# Arón Canet

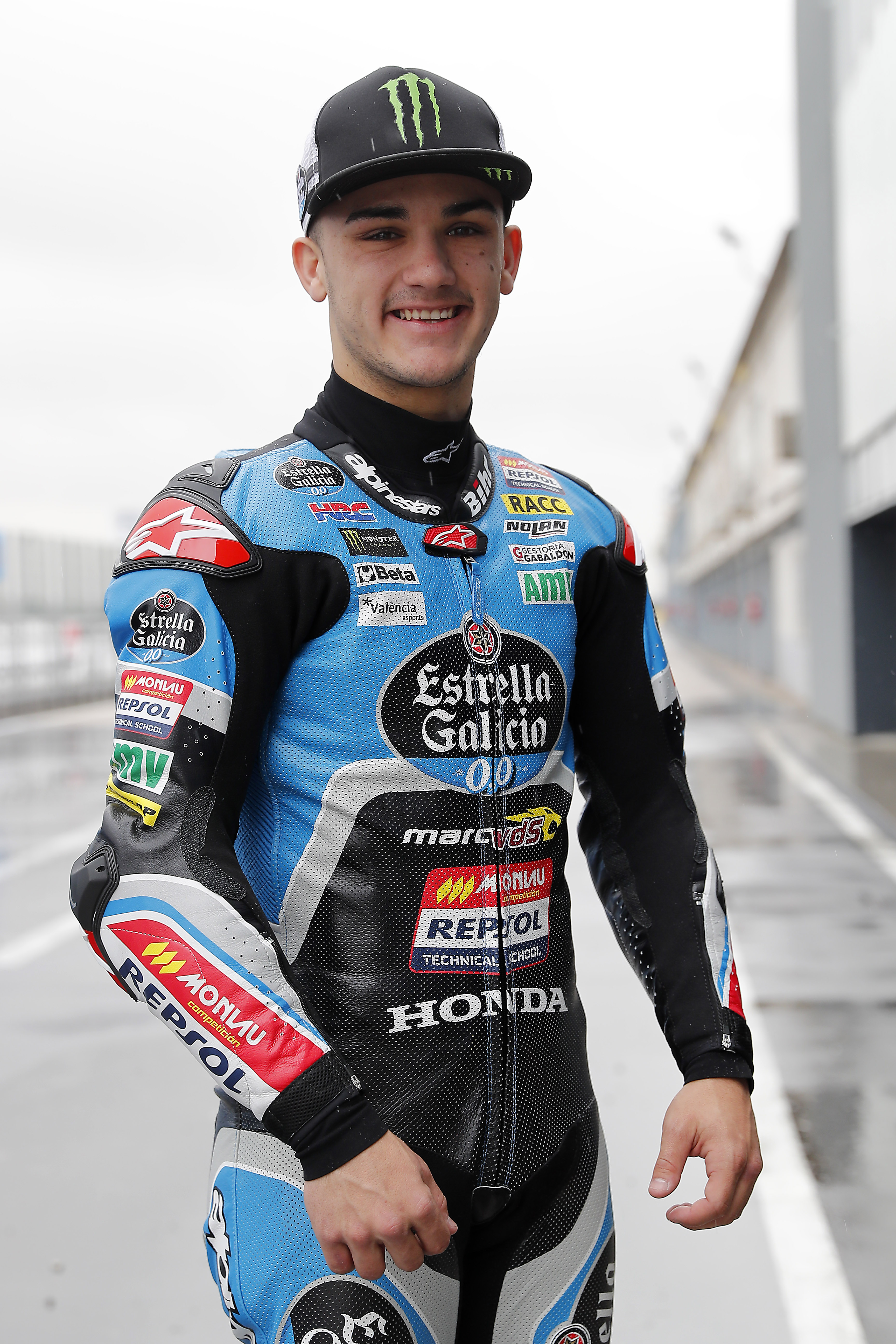
Arón Canet in 2018

Arón Canet (Corbera de la Ribera, 30 september 1999) is een Spaans motorcoureur.

## Carrière
Canet reed op driejarige leeftijd voor het eerst op een motorfiets. Later reed hij ook kortstondig in het karting, maar besloot om actief te blijven in de motorsport. In 2014 maakte hij de overstap naar het FIM CEV Moto3 International Championship, waarin hij in 2015 vier overwinningen behaalde en derde werd in het kampioenschap.
In 2016 maakte Canet op een Honda zijn debuut in de Moto3-klasse van het wereldkampioenschap wegrace. Hij eindigde regelmatig in de top 10, met een podiumplaats in Australië en een pole position in de seizoensafsluiter in Valencia als hoogtepunten. Daartegenover stond dat hij zeven races niet wist te finishen vanwege crashes, waardoor hij slechts op de vijftiende plaats in het kampioenschap eindigde met 76 punten.
In 2017 behaalde Canet tijdens de Grand Prix van de Amerika's opnieuw de pole position, maar viel na drie ronden vanuit leidende positie uit vanwege een crash. In de daaropvolgende race, zijn thuisrace in Spanje, won hij zijn eerste Grand Prix nadat hij in de laatste bocht van de wedstrijd zowel Romano Fenati als Joan Mir in wist te halen.

## Statistieken

### Grand Prix

#### Per seizoen
| Seizoen | Klasse | Motor     | Team                        | Races | Winst | Podiums | Poles | SR | Ptn  | Pos |
| ------- | ------ | --------- | --------------------------- | ----- | ----- | ------- | ----- | -- | ---- | --- |
| 2016    | Moto3  | Honda     | Estrella Galicia 0,0        | 18    | 0     | 1       | 1     | 2  | 76   | 15e |
| 2017    | Moto3  | Honda     | Estrella Galicia 0,0        | 18    | 3     | 5       | 2     | 3  | 199  | 3e  |
| 2018    | Moto3  | Honda     | Estrella Galicia 0,0        | 17    | 0     | 4       | 0     | 4  | 128  | 6e  |
| 2019    | Moto3  | KTM       | Sterilgarda Max Racing Team | 19    | 3     | 7       | 2     | 0  | 200  | 2e  |
| 2020    | Moto2  | Speed Up  | Aspar Team                  | 12    | 0     | 0       | 1     | 0  | 67   | 14e |
| 2021    | Moto2  | Boscosuro | Aspar Team                  | 18    | 0     | 5       | 0     | 0  | 164  | 6e  |
| 2022    | Moto2  | Kalex     | Flexbox HP40                | 19    | 0     | 8       | 3     | 2  | 200  | 3e  |
| 2023    | Moto2  | Kalex     | Pons Wegow Los40            | 19    | 0     | 7       | 3     | 0  | 195  | 5e  |
| 2024    | Moto2  | Kalex     | Fantic Racing               | 19    | 4     | 8       | 6     | 5  | 234  | 2e  |
| 2025*   | Moto2  | Kalex     | Fantic Racing Lino Sonego   | 13    | 1     | 5       | 1     | 0  | 169  | 2e  |
| Totaal  | Totaal | Totaal    | Totaal                      | 172   | 11    | 50      | 19    | 16 | 1632 |     |

#### Per klasse
| Klasse | Seizoenen  | 1e GP      | 1e podium      | 1e winst      | Races | Winst | Podiums | Poles | SR | Ptn  | Kampioen |
| ------ | ---------- | ---------- | -------------- | ------------- | ----- | ----- | ------- | ----- | -- | ---- | -------- |
| Moto3  | 2016-2019  | Qatar 2016 | Australië 2016 | Spanje 2017   | 72    | 6     | 17      | 5     | 9  | 603  | 0        |
| Moto2  | 2020-heden | Qatar 2020 | Portugal 2021  | Portugal 2024 | 100   | 5     | 33      | 13    | 8  | 1029 | 0        |
| Totaal | 2016-heden | 2016-heden | 2016-heden     | 2016-heden    | 172   | 11    | 50      | 19    | 16 | 1632 | 0        |

#### Races per jaar
(vetgedrukt betekent pole positie; cursief betekent snelste ronde)
| Jaar | Klasse | Motor      | 1      | 2       | 3       | 4       | 5       | 6       | 7       | 8       | 9       | 10      | 11      | 12      | 13      | 14      | 15      | 16      | 17      | 18      | 19      | 20      | 21  | 22  | Pos | Ptn  |
| ---- | ------ | ---------- | ------ | ------- | ------- | ------- | ------- | ------- | ------- | ------- | ------- | ------- | ------- | ------- | ------- | ------- | ------- | ------- | ------- | ------- | ------- | ------- | --- | --- | --- | ---- |
| 2016 | Moto3  | Honda      | QAT 15 | ARG DNF | AME 7   | SPA DNF | FRA 4   | ITA DNF | CAT 6   | NED DNF | DUI 15  | OOS 21  | TSJ DNF | GBR 8   | SMR 7   | ARA 7   | JPN DNF | AUS 3   | MAL DNF | VAL 19  |         |         |     |     | 15  | 76   |
| 2017 | Moto3  | Honda      | QAT 4  | ARG 11  | AME DNF | SPA 1   | FRA 2   | ITA 5   | CAT 5   | NED 1   | DUI DNF | TSJ 3   | OOS 5   | GBR 1   | SMR DNF | ARA 5   | JPN 5   | AUS NC  | MAL 8   | VAL 9   |         |         |     |     | 3   | 199  |
| 2018 | Moto3  | Honda      | QAT 2  | ARG 2   | AME 8   | SPA DNF | FRA 8   | ITA 11  | CAT DNF | NED 2   | DUI 5   | TSJ 2   | OOS 10  | GBR C   | SMR DNF | ARA DNF | THA     | JPN DNF | AUS 6   | MAL DNF | VAL DNF |         |     |     | 6   | 128  |
| 2019 | Moto3  | KTM        | QAT 3  | ARG 12  | AME 1   | SPA 4   | FRA 3   | ITA 7   | CAT 2   | NED 12  | DUI 3   | TSJ 1   | OOS 10  | GBR 13  | SMR DNF | ARA 1   | THA NC  | JPN DNF | AUS DNF | MAL 8   | VAL 6   |         |     |     | 2   | 200  |
| 2020 | Moto2  | Speed Up   | QAT 8  | SPA 5   | AND 5   | TSJ 10  | OOS 9   | STI DNF | SMR 9   | EMI 13  | CAT 8   | FRA DNS | ARA     | TER     | EUR 11  | VAL DNF | POR 15  |         |         |         |         |         |     |     | 14  | 67   |
| 2021 | Moto2  | Boscoscuro | QAT 13 | DOH DNF | POR 2   | SPA 9   | FRA DNF | ITA 11  | CAT DNF | DUI 2   | NED DNF | STI 2   | OOS 8   | GBR 7   | ARA 5   | SMR 3   | AME 11  | EMI 3   | ALG 4   | VAL 5   |         |         |     |     | 6   | 164  |
| 2022 | Moto2  | Kalex      | QAT 2  | INA 3   | ARG 4   | AME DNF | POR DNF | SPA 2   | FRA 2   | ITA DNF | CAT 2   | DUI 9   | NED DNS | GBR 5   | OOS 6   | SMR 2   | ARA 2   | JPN DNF | THA 3   | AUS 9   | MAL 8   | VAL DNF |     |     | 3   | 200  |
| 2023 | Moto2  | Kalex      | POR 2  | ARG 4   | AME 8   | SPA 5   | FRA DNS | ITA 4   | DUI DNF | NED 5   | GBR 2   | OOS DNF | CAT 2   | SMR DNF | IND DNF | JPN 8   | INA 2   | AUS 2   | THA 11  | MAL DNF | QAT 3   | VAL 2   |     |     | 5   | 195  |
| 2024 | Moto2  | Kalex      | QAT 10 | POR 1   | AME 9   | SPA DNS | FRA 6   | CAT DNF | ITA 6   | NED DNF | DUI DNF | GBR 2   | OOS 4   | ARA DNF | SMR 2   | EMI 2   | INA 1   | JPN 16  | AUS 2   | THA 1   | MAL 8   | SOL 1   |     |     | 2   | 234  |
| 2025 | Moto2  | Kalex      | THA 2  | ARG 4   | AME 4   | QAT 1   | SPA 8   | FRA 3   | GBR 4   | ARA 6   | ITA 3   | NED 2   | DUI 7   | TSJ DNF | OOS 10  | HON     | CAT     | SMR     | JPN     | INA     | AUS     | MAL     | POR | VAL | 2*  | 169* |

* Seizoen nog bezig.